# Хефнер, Скарлетт
Ска́рлетт Ха́нна Хе́фнер (англ. Scarlett Hannah Hefner), в девичестве — Бирн (англ. Byrne; род. 6 октября 1990, Хаммерсмит, Большой Лондон) — английская актриса

 и фотомодель. Она известна по роли Пэнси Паркинсон в серии фильмов о Гарри Поттере, Лекси в телесериале «Рухнувшие небеса», Норы Хильдегард в телесериале «Дневники вампира», Бронвин в телесериале «Беглецы».

## Биография
Скарлетт Ханна Бирн родилась 6 октября 1990 года в Хаммерсмите, Лондон, Англия.
Дебютировала в кино в 2005 году. Проходила прослушивание на роль Полумны Лавгуд в фильм о Гарри Поттере, но в итоге получила роль Пэнси Паркинсон в трёх заключительных эпизодах. С 2014 по 2015 год снималась в сериале «Рухнувшие небеса». С 2015 по 2016 год играла Нору в сериале «Дневники вампира».
В феврале 2017 года снялась в фотосессии для журнала Playboy.
В 2019 году снялась в телесериале Marvel «Беглецы».

## Личная жизнь
С 4 ноября 2019 года Скарлетт замужем за бизнесменом, писателем и резервистом военно-воздушных сил США Купером Хефнером, с которым встречалась шесть лет до свадьбы. У супругов три дочери: Бетси Роуз Хефнер (род. 24 августа 2020) и близнецы Мэриголд Адель Хефнер и Блоссом Пёрл Хефнер (род. 26 марта 2022).

## Фильмография
| Год       |     | Русское название                    | Оригинальное название                         | Роль                         |
| --------- | --- | ----------------------------------- | --------------------------------------------- | ---------------------------- |
| 2005      | кор | Кричащий ребёнок                    | CryBaby                                       | девочка                      |
| 2008      | с   | Врачи                               | Doctors                                       | Хлои Дэниелс                 |
| 2009      | ф   | Гарри Поттер и Принц-полукровка     | Harry Potter and the Half-Blood Prince        | Пэнси Паркинсон              |
| 2010      | ф   | Гарри Поттер и Дары Смерти. Часть 1 | Harry Potter and the Deathly Hallows: Part I  | Пэнси Паркинсон              |
| 2011      | ф   | Гарри Поттер и Дары Смерти. Часть 2 | Harry Potter and the Deathly Hallows: Part II | Пэнси Паркинсон              |
| 2012      | тф  | Озеро страха 4: Последняя глава     | Lake Placid: The Final Chapter                | Бриттани                     |
| 2014      | кор | Ресницы                             | Lashes                                        | Сара                         |
| 2014—2015 | с   | Рухнувшие небеса                    | Falling Skies                                 | Алексис «Лекси» Гласс-Мэйсон |
| 2015—2016 | с   | Дневники вампира                    | The Vampire Diaries                           | Нора Хильдегард              |
| 2015      | тф  | Женское общество убийств            | Sorority Murder                               | Дженнифер Тейлор             |
| 2016      | с   | Мэри + Джейн                        | Mary + Jane                                   | Лэйси                        |
| 2017      | ф   | Небесная грань                      | Skybound                                      | Лиза                         |
| 2019      | кор | Стик-энд-поук                       | Stick and Poke                                | Мэгги                        |
| 2019      | с   | Беглецы                             | Runaways                                      | Бронвин                      |